# Eos cyanogenia
Il lori alinere (Eos cyanogenia Bonaparte, 1850) è un uccello della famiglia degli Psittaculidi, diffuso in Indonesia.

## Descrizione
Di taglia attorno ai 29 cm, si distingue dal lori strieblu per la mancanza della striatura blu sul dorso e perché le ali sono quasi completamente nere.

## Distribuzione e habitat
Vive nelle foreste costiere di palme e mangrovie dove si muove in grupi anche di 50-60 individui rumorosi e litigiosi; è erratico, il che rende difficile stimare la forza di ogni singola popolazione. 
Nidifica nelle foreste primarie di pianura. È diffuso nelle isole di Biak, Numfor, Manim, e Mios num, nella baia di Geelvink e a nord-ovest dell'Indonesia. Poco presente e pochissimo riprodotto in cattività.